# ダニエル・フレッチャー・ウェブスター
ダニエル・フレッチャー・ウェブスター（Daniel Fletcher Webster, 1813年7月23日 - 1862年8月30日）は、アメリカ合衆国の政治家。

## 生涯
1813年7月23日、ウェブスターはニューハンプシャー州ポーツマスにおいて、後の国務長官ダニエル・ウェブスターとグレイス・フレッチャー (Grace Fletcher, 1781-1828) の長男として誕生した
。フレッチャー・ウェブスターは1815年に家族とともにマサチューセッツ州ボストンに移り住み、ボストン・ラテン・スクールで学んだ。
1829年、ウェブスターはハーバード大学に入学した。ウェブスターは大学において精妙なユーモアやアメリカ人らしい独特の才覚で頭角を現した。ウェブスターは演劇に携わり、典型的なアメリカ人を演じることを好んだ。ウェブスターは1833年にハーバード大学を卒業した。
ウェブスターは1836年に弁護士として認可を受けた。ウェブスターはミシガン州デトロイトで弁護士業を開業した。ウェブスターは1837年にイリノイ州ペルーへ移り、そこで1840年まで弁護士業を続けた。
1841年に父親のダニエル・ウェブスターがウィリアム・ヘンリー・ハリソン大統領の下で国務長官に就任すると、フレッチャー・ウェブスターは父親とともにワシントンD.C.に移り住んだ。フレッチャー・ウェブスターは国務省首席事務官となり、父親の右腕として働いた。
1862年8月30日、ウェブスターはバージニア州マナッサスにおいて、第二次ブルランの戦いで死去した。ウェブスターの遺体は1862年9月にマサチューセッツ州マーシュフィールドに埋葬された。

## 家族
ウェブスターは1837年11月27日にカロライン・ストーリー・ホワイト (Caroline Story White, 1811-1886) と結婚した。ウェブスターはカロラインとの間に5人の子供をもうけた。
- アッシュバートン・ウェブスター (Ashburton Webster, ????-1879)
- グレイス・フレッチャー・ウェブスター (Grace Fletcher Webster, 1837-1844)
- ダニエル・フレッチャー・ウェブスター (Daniel Fletcher Webster, 1840-1865)
- ハリエット・ペイジ・ウェブスター (Harriet Paige Webster, 1843-1845)
- カロライン・ウェブスター (Caroline Webster, 1845-1884)